# Joël Prévost
Joël Prévost (bürgerlich Jean-Luc Poteau; * 16. Februar 1950 in Narbonne; † 21. November 2024 in Paris) war ein französischer Chansonsänger.

## Leben und Karriere
Prévost kam 1970 nach Paris, wo er sich als Musicaldarsteller betätigte; 1972 erhielt er einen Plattenvertrag bei CBS Records. 1977 versuchte er sich beim französischen Vorentscheid zum Grand Prix Eurovision de la Chanson, jedoch ohne einen Sieg davonzutragen. Ein Jahr später gewann er den Vorentscheid und wurde daher Frankreichs Beitrag beim Concours Eurovision de la Chanson 1978 in Paris. Mit seinem Schlager Il y a aura toujours des violons (dt.: Es wird immer Violinen geben) erreichte er den dritten Platz.
Er blieb bis Mitte der 1980er Jahre als Sänger aktiv.